# 永遠の存在者
『永遠の存在者』（えいえんのそんざいしゃ）は、pigstarの通算3枚目のミニアルバム。2007年6月6日にBUDDY RECORDSよりリリース。

## 解説
前作『雨が好きだった』より約1年7ヵ月ぶりのアルバムリリース。
ファーストシングル『軽気球と勿忘草』の「軽気球」と「勿忘草」も収録されている。またタイトル曲である「永遠の存在者」はPCゲーム「ピリオド」オープニングテーマに、「バロック」は同ゲームの挿入歌に起用された。 

## 収録曲
1. 永遠の存在者
  - 作詞・作曲:関口トモノリ
  - PCゲーム「ピリオド」オープニングテーマ
2. How Beautiful smile
  - 作詞・作曲:関口トモノリ
3. バロック
  - 作詞・作曲:関口トモノリ
  - PCゲーム「ピリオド」挿入歌
4. 軽気球
  - 作詞・作曲:関口トモノリ
5. Say hello to me
  - 作詞・作曲:関口トモノリ
6. 勿忘草
  - 作詞・作曲:関口トモノリ
7. my story
  - 作詞・作曲:関口トモノリ